# Tinet de Jonge-Ruitenbeek
Tinet de Jonge-Ruitenbeek (Holkerveen) is burgemeester van de Nederlandse gemeente Nijkerk.
De Jonge-Ruitenbeek is geboren in Holkerveen, gemeente Nijkerk. Aan de Christelijke Hogeschool Ede studeerde zij communicatie. Hierna, in 2005, ging zij aan de slag als communicatieadviseur bij de politie en werkte daar van 2007 tot 2017 als senior woordvoerder.
Na een studie rechten werd De Jonge-Ruitenbeek in 2017 benoemd tot teamchef districtsrecherche en vanaf 2022 teamchef van de politie te Rotterdam-Delfshaven.
Zij was van 2014 tot 2018 raadslid en van 2018 tot 2022 fractievoorzitter van het CDA in Zuidplas.
In oktober 2024 werd De Jonge-Ruitenbeek voorgedragen voor de functie van burgemeester voor Nijkerk. Op 12 december 2024 werd ze op 42-jarige leeftijd geïnstalleerd als burgemeester van Nijkerk. Zij volgde hier Gerard Renkema op en werd de eerste vrouwelijke burgemeester van Nijkerk.

## Privé
De Jonge-Ruitenbeek is getrouwd.